# Medicejská žirafa
Medicejská žirafa dorazila do Florencie v roce 1486, pravděpodobně jako dar Al-Ašrafa Kajtbáje, mamlúckého sultána z Egypta, Lorenzovi I. Medicejskému. Jako první žirafa v Itálii od starověku způsobilo zvíře po příjezdu do Florencie velký rozruch. Nepřežilo však dlouho. Následujících 300 let se do Evropy žádná další žirafa nedostala.

## Život
Když žirafa dorazila do Florencie, stala se senzací. Už Lorenzův děd Cosimo Medici vlastnil velký zvěřinec, kde předváděl model žirafy pro zábavu obyvatel. Nyní to však bylo poprvé, co byl ve městě vystaven živý exemplář. Existují zprávy, že Fridrich III. Sicilský dostal žirafu od egyptského sultána v roce 1261 výměnou za bílého medvěda a že vévoda z Kalábrie Ludvík II. , vévoda Herkules I. d'Este ve Ferraře a neapolský král Ferdinand Ferrante, vlastnili žirafy. Pokud tyto žirafy existovaly, neměly zdaleka takový úspěch, jaký měla žirafa Lorenzova.
Lorenzo rozpoznal potenciál vlivu darovaných zvířat a oznámil, že pošle žirafu francouzské královně Anně Bretaňské. Přestože Anna Lorenzovi v dopise připomněla jeho záměr poslat jí žirafu, z daru nakonec sešlo. Lorenzo nechal pro zvíře postavit speciální stáj, buď ve své vile v Poggio a Caiano nebo na Via della Scala ve Florencii, vybavené topením, které ji chránilo před vlhkou florentskou zimou. Krátce po příjezdu do Florencie si však žirafa zlomila vaz a zemřela.

## Další žirafy v Egyptě
Až do roku 1827 se do Evropy nedostala žádná další živá žirafa. V tomto roce daroval Muhammad Alí Paša třem evropským vládcům žirafy jako dar: britskému králi Jiřímu IV. do Londýna, rakouskému císaři Františkovi I. do Vídně a francouzskému králi Karlovi X. do Paříže. Ale pouze Zarafa v pařížské Jardin des plantes přežila delší dobu.

## Odkaz v kultuře
Žirafu ztvárnili umělci v obrazech i básních. Objevuje se například na jedné z fresek, které Domenico Ghirlandaio vytvořil v letech 1485–1490 pro Capella Tornabuoni v kostele Santa Maria Novella ve Florencii; doprovází Klanění tří králů. U stejného tématu namaloval Andrea del Sarto žirafu na svých freskách vytvořených v letech 1509–1514 v atriu kostela Santissima Annunziata ve Florencii. Na obrazech je znázornil i Raffaello Botticini (1477– kolem 1520), Giorgio Vasari a Francesco Bacchiacca.
Básník Antonio Costanzo popsal, jak žirafa procházela ulicemi.